# Planina (città antica)
Planina era una città dell'antico Piceno d'incerta collocazione. Verosimilmente sembra fosse situata nel territorio di Pianello Vallesina, nel comune di Monte Roberto, sulla riva destra dell'Esino, nelle odierne Marche.
Raccontata da Plinio il Vecchio nella Naturalis historia, Planina, con tutta probabilità sorgeva nei pressi dell'Abbazia di Sant'Apollinare, eretta con materiale romano di reimpiego, e della vicina chiesa di Santa Maria del Plano, nelle carte medievali "de Plano" e "de Planio". 
Ruderi di una certa consistenza vennero rinvenuti in quest'area nel XVIII secolo: lunghi tratti di mura, di pavimenti, di frammenti architettonici, di sculture e anche un esteso tratto di strada romana, volgente verso Osimo, Cingoli. Questi reperti rimasero visibili fino al sette-ottocento, ma oggi nulla appare in superficie. 
Nel 1880-81, in contrada Noceto, a est di Monte Roberto, furono rinvenute un gruppo di tombe picene del VI secolo a.C., i cui reperti sono ora conservati nel Museo archeologico nazionale delle Marche di Ancona, fra cui appaiono due iscrizioni e una delle quali attesta l'appartenenza alla tribù Velina.
Inoltre, in contrada Molino della frazione Pianello, venne alla luce una più estesa necropoli contenente tombe con materiali orientalizzanti ed altre con corredi del V e IV secolo a.C. con infiltrazioni etrusche e galliche.
Dalla stessa zona proviene una statuetta in bronzo di Ercole italico alta cm 42,6, degli inizi del V secolo a. C. rinvenuta nel 1939.
Dopo la caduta dell'Impero romano d'Occidente, la città di Planina non sopravvisse all'invasione dei Visigoti nel V secolo. Secondo la leggenda (suffragata da alcuni studiosi), gli abitanti di Planina in fuga si rifugiarono sui colli dei territori circostanti e ricostruirono la loro città sull'altra sponda del fiume, in località elevata e facilmente difendibile: Castelplanio che nel suo toponimo sembra riportare una certa continuità demica.